# Atractus wagleri
Espèce
Atractus wagleri est une espèce de serpents de la famille des Dipsadidae.

## Répartition
Cette espèce est endémique du département de Boyacá en Colombie.

## Description
L'holotype de Atractus wagleri, une femelle adulte, mesure 411 mm dont 56 mm pour la queue. Jusqu'en 2009, cette espèce n'était connue que par son holotype, quand Passos et Arredondo ont décrit trois nouveaux spécimen. Le plus grand mâle mesure 541 mm dont 96 mm pour la queue et la plus grande femelle 504 mm dont 67 mm pour la queue.

## Étymologie
Cette espèce est nommée en l'honneur de Johann Georg Wagler.

## Publication originale
- Prado, 1945 : Um novo Atractus da Colombia. Ciencia (Mexico), vol. 6, no 2, p. 61 (texte intégral).